# Wladimir Nikolajewitsch Lowezki
Wladimir Nikolajewitsch Lowezki (russisch Владимир Николаевич Ловецкий, engl. Transkription Vladimir Lovetskiy; * 25. Oktober 1951 in Schlobin, Homelskaja Woblasz, Weißrussische SSR) ist ein ehemaliger sowjetischer Sprinter.
1972 wurde er sowjetischer Hallenmeister über 100 m. Bei den Olympischen Spielen 1972 in München erreichte er über 200 m das Halbfinale. In der 4-mal-100-Meter-Staffel gewann er mit der sowjetischen Mannschaft die Silbermedaille.